# (343057) Lucaravenni
(343057) Lucaravenni est un astéroïde de la ceinture principale.

## Description
(343057) Lucaravenni est un astéroïde de la ceinture principale. Il fut découvert le 15 février 2009 à San Marcello Pistoiese par Luciano Tesi et Giancarlo Fagioli. Il présente une orbite caractérisée par un demi-grand axe de 3,01 UA, une excentricité de 0,09 et une inclinaison de 9,7° par rapport à l'écliptique.